# Mark Uth
Mark Uth, né le 24 août 1991 à Cologne, est un footballeur international allemand qui évolue au poste d'attaquant à FC Cologne .

## Biographie

### Carrière en club
L'attaquant Mark Uth commence sa carrière professionnelle avec le club néerlandais de première division SC Heerenveen. Au cours de la saison 2013/14, il est emprunté à son rival Heracles Almelo. Il joue de nouveau pour le SC Heerenveen lors de la saison 2014/15, marquant 15 buts en championnat et cinq en Ligue Europa. De plus, il fait 5 passes décisive en matches officiels.
Au cours de la saison 2015/16, Uth part en Allemagne et rejoint l'équipe de Bundesliga, TSG 1899 Hoffenheim. Sa première saison en Bundesliga, au cours de laquelle il  marque huit buts en 25 matches de championnat, il termine 15e avec son club. Marquant sept buts en 22 matches de championnat au cours de la saison 2016/17, terminant quatrième dans le tableau final et prenant part aux barrages de la Ligue des Champions au cours de la saison suivante. Lors de ces matchs, il marque un but au match aller et un but au match retour contre le Liverpool FC, mais est finalement éliminé.
Pour la saison 2018/19, Uth est transféré au FC Schalke 04 après la fin de son contrat, où il signe un contrat jusqu'au 30 juin 2022.
Le 4 mai 2025, Uth a annoncé qu’il prendrait sa retraite du football professionnel à la fin de la saison en cours.

### Carrière en sélection
Le 6 septembre 2010 à Schaffhouse, il fait ses débuts avec une équipe d'Allemagne en remplacement de Cenk Tosun en seconde mi-temps lors d'une victoire 3-2 sur la Suisse.

## Statistiques
| Saison                | Club                   | Championnat           | Championnat | Championnat | Coupe(s) nationale(s) | Coupe(s) nationale(s) | Compétition(s) continentale(s) | Compétition(s) continentale(s) | Compétition(s) continentale(s) | Total | Total |
| Saison                | Club                   | Division              | M.          | B.          | M.                    | B.                    | Comp.                          | M.                             | B.                             | M.    | B.    |
| 2009-2010             | FC Cologne II          | Regionalliga          | 3           | 0           | -                     | -                     | -                              | -                              | -                              | 3     | 0     |
| 2010-2011             | FC Cologne II          | Regionalliga          | 23          | 7           | -                     | -                     | -                              | -                              | -                              | 23    | 7     |
| 2011-2012             | FC Cologne II          | Regionalliga          | 15          | 9           | -                     | -                     | -                              | -                              | -                              | 15    | 9     |
| Sous-total            | Sous-total             | Sous-total            | 41          | 16          | -                     | -                     | -                              | -                              | -                              | 41    | 16    |
| 2012-2013             | SC Heerenveen          | Eredivisie            | 3           | 0           | 2                     | 1                     | -                              | -                              | -                              | 5     | 1     |
| 2014-2015             | SC Heerenveen          | Eredivisie            | 32          | 15          | 5                     | 5                     | -                              | -                              | -                              | 37    | 20    |
| Sous-total            | Sous-total             | Sous-total            | 35          | 15          | 7                     | 6                     | -                              | -                              | -                              | 42    | 21    |
| 2013-2014             | Heracles Almelo (prêt) | Eredivisie            | 28          | 8           | 3                     | 2                     | -                              | -                              | -                              | 31    | 10    |
| 2015-2016             | TSG Hoffenheim         | Bundesliga            | 25          | 8           | -                     | -                     | -                              | -                              | -                              | 25    | 8     |
| 2016-2017             | TSG Hoffenheim         | Bundesliga            | 22          | 7           | 1                     | 1                     | -                              | -                              | -                              | 23    | 8     |
| 2017-2018             | TSG Hoffenheim         | Bundesliga            | 31          | 14          | 2                     | 0                     | C1+C3                          | 2+3                            | 2+1                            | 38    | 17    |
| Sous-total            | Sous-total             | Sous-total            | 78          | 29          | 3                     | 1                     | -                              | 5                              | 3                              | 86    | 33    |
| 2018-2019             | Schalke 04             | Bundesliga            | 20          | 2           | 4                     | 1                     | C1                             | 5                              | 1                              | 29    | 4     |
| 2019-2020             | Schalke 04             | Bundesliga            | 8           | 0           | 1                     | 0                     | -                              | -                              | -                              | 9     | 0     |
| 2020-2021             | Schalke 04             | Bundesliga            | 20          | 3           | 1                     | 0                     | -                              | -                              | -                              | 21    | 3     |
| Sous-total            | Sous-total             | Sous-total            | 48          | 5           | 6                     | 1                     | -                              | 5                              | 1                              | 59    | 7     |
| 2019-2020             | FC Cologne (prêt)      | Bundesliga            | 15          | 5           | -                     | -                     | -                              | -                              | -                              | 15    | 5     |
| 2021-2022             | FC Cologne             | Bundesliga            | 31          | 5           | 2                     | 0                     | -                              | -                              | -                              | 33    | 5     |
| 2022-2023             | FC Cologne             | Bundesliga            | 3           | 0           | 1                     | 1                     | C4                             | 1                              | 0                              | 5     | 1     |
| 2023-2024             | FC Cologne             | Bundesliga            | 11          | 0           | 2                     | 1                     | -                              | -                              | -                              | 13    | 1     |
| 2024-2025             | FC Cologne             | 2.Bundesliga          | 5           | 0           | -                     | -                     | -                              | -                              | -                              | 5     | 0     |
| Sous-total            | Sous-total             | Sous-total            | 50          | 5           | 5                     | 2                     | -                              | 1                              | 0                              | 56    | 7     |
| Total sur la carrière | Total sur la carrière  | Total sur la carrière | 295         | 84          | 24                    | 12                    | -                              | 11                             | 4                              | 330   | 100   |